# 趙淑敏 (1935年)
趙淑敏（1935年1月17日—），女，籍貫興安省臚濱縣（今内蒙古自治区满洲里市），生於北平市，中華民國當代作家，國立臺灣師範大學歷史學系畢業，曾任實踐學院（今實踐大學）、輔仁大學、東吳大學教授以及中國大陸多所大學客座教授，並曾擔任多個作家協會理事、常務理事等職。現以依親方式旅居美國。

## 生平
1935年，元月出生在北平(現北京市)。與大姐趙淑俠農曆相差三歲，後成為姊妹作家。
1949年，與大姐趙淑俠同遷居臺灣。1958年，畢業於臺灣師範大學歷史系。
1974年，短篇小說集《高處不勝寒》出版。
1980年，四月出版首部兒童文學《慈禧與光緒》，由吳長愷繪圖。
1985年，九月首部長篇小說《松花江的浪》出版。1986年，《松花江的浪》獲「中國文協小說獎」。1988年，《松花江的浪》獲「國家文藝獎」。
1993年，中國大陸開始出版其作品，有《驚夢》、《夢想一頂紅羅帳》。
1996年，中國大陸舉辦「趙淑敏作品國際研討會」，並將論文集結冊出版。
1998年，成都出版散文集《小路上的歲月》，是她與趙淑俠、趙淑僤合著。

## 作品

### 散文
- 《屬於我的音符》，臺北臺灣商務印書館，1973年4月
- 《心海的迴航》，臺北眾成出版社，1976年10月
- 《小人物看大世界》，臺北文豪出版社，1979年5月
- 《多情樹》，臺北文豪出版社，1979年6月 散文
- 《采菊東籬下》，臺北道聲出版社，1980年10月
- 《水調歌頭》，臺北華欣文化中心，1982年4月
- 《乘著歌聲的翅膀》，臺北九歌出版社，1984年2月
- 《短歌行》，臺北道聲出版社，1986年1月
- 《夢想一頂紅羅帳》，北京師範大學出版社，1993年12月
- 《小路上的歲月》與趙淑俠、趙淑僤合著，成都四川少年兒童出版社，1998年7月
- 《葉底紅蓮─趙淑敏散文選》，北京人民文學出版社，2000年3月
- 《蕭邦旅社：趙淑敏散文作品集》，臺北秀威資訊公司，2009年[4]
- 《在紐約的角落》，臺灣商務印書館，2014年4月

### 小說

#### 長篇小說
- 《松花江的浪》，臺北中央日報社出版部，1985年9月

#### 短篇小說集
- 《高處不勝寒》，臺北黎明文化公司，1974年1月
- 《戀歌》，臺北文泉出版社，1976年10月
- 《歸根》，臺北道聲出版社，1978年8月
- 《離人心上秋》，臺北道聲出版社，1982年10月
- 《驚夢》，廣州花城出版社，1993年9月 小說

### 兒童文學
- 《慈禧與光緒》吳長愷圖，臺北近代中國出版社，1980年4月

### 史傳
- 《永遠與自然存在─吳稚暉傳》，臺北近代中國出版社，1980年
- 《趙淑敏自傳》[影音] ，王璞拍攝，王璞先生拍攝作家錄影傳記，2000年4月

### 合集
- 《趙淑敏自選集》，臺北黎明文化公司，1981年9月

### 編作
- 《成人妙語》，趙淑敏主編，高雄師大成人教育研究中心，2000年
- 《電影.話題.人生》，趙淑、陳美惠主編，國立高雄師範大學成人教育研究中心，2001年
- 趙淑敏、石麗東. . 台灣商務. 2013. ISBN 9789570528930.

### 學術著作
- 趙淑敏. . 中央文物出版社. 1993. ISBN 9785551424147.

## 研究
- 趙淑敏作品國際研討會組委會. . 鄭州文心出版社. 1996. ISBN 9787805376707.